# Temperatura assoluta
La temperatura assoluta, o temperatura termodinamica, è la temperatura misurata da una scala in cui lo zero corrisponde allo zero assoluto. La scala kelvin è la scala adottata dal Sistema internazionale di unità di misura (SI). Può essere espressa anche in altre scale, come quella rankine.

## Significato
La temperatura non costituisce una vera e propria grandezza fisica e viene misurata con una scala, non un'unità di misura. Per questo motivo la scelta di una scala termometrica piuttosto che un'altra ha conseguenze ben maggiori che un cambio di unità di misura, e in particolare può corrispondere anche a una trasformazione non lineare. Da questo punto di vista la temperatura assoluta costituisce una scelta privilegiata, poiché la sua definizione poggia su fondamentali proprietà termodinamiche e meccanico-statistiche da cui le formule fondamentali della termodinamica risultano notevolmente semplificate, con relazioni lineari senza costanti additive. Di contro, ad esempio, l'altra diffusa scala termometrica, la scala Celsius, prende come riferimento fenomeni molto specifici come cambiamenti di fase di una particolare sostanza, l'acqua.

## Conversione
Per convertire una certa temperatura assoluta T nella corrispondente temperatura in gradi Celsius basta sottrarvi il valore 273,15 K, poiché la variazione di 1 kelvin è uguale alla variazione 1 grado Celsius e 0 gradi Celsius sono pari a 273,15 kelvin. Per esempio 298,15 K sono equivalenti a 25 °C.
La corrispondenza fra temperatura assoluta ed energia può essere ottenuta tramite la costante di Boltzmann, che permette la conversione in unità come l'elettronvolt o il joule. 